# 求一算术

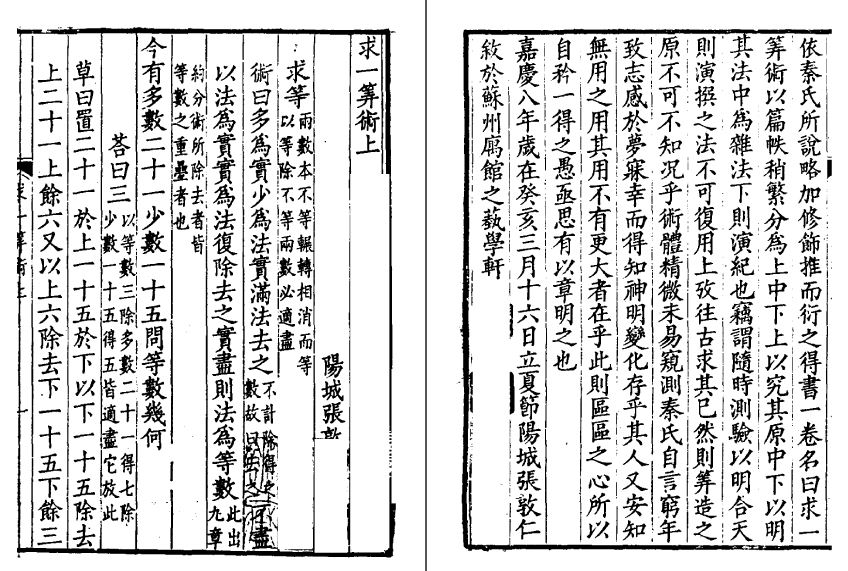
张敦仁《求一算术》

求一算术，清朝著名数学家张敦仁著于嘉庆八年（1803年）。张敦仁在此书清晰地阐明宋朝数学家秦九韶的大衍求一术

张敦仁在序言中写道：
算数之学，自《九章》而后，述作滋多，而其最善者则有二术：一曰“立天元一”，一曰“求一”；尽方圆之变莫善于立天元一，穷奇偶之情，莫善于求一。求一之术，出于《孙子算经》“物不知数”之问……其法以各数及不满各数之残，求未以各数除去之数，必先求以各数去之余一之数，而后诸数可求，故曰求一也……求一数仅见于秦九韶道古《数书九章》中。……依秦氏所说略加修饰，推而衍之，得书一卷，名曰《求一算术》……分为上、中、下，上以究其原，中、下以明其法，中为杂法，下则演纪也

## 内容
求一算术上
- 求等

术曰：多为实，少为法，实满法去之，不尽以法为实，实为法，复除去之，实尽则法为等数
今有多数2二十一，少数一十五，问等数几何？
答曰：三
- 约分

术曰：置两数以等数约一数存一数；视两数皆奇者，如意约之；一奇一偶者，则约奇；皆偶者，令约得数为奇，若约此数与彼数有等，则反约彼数
今有多数二十一，少数一十五，等数三，问：当约几何数：
答曰：约二十一得七，约一十五得五，俱可。
- 再约

术曰：置两数以等数约一数乘一数，辨奇偶如上法
今有多数二十一，少数一十五，等数三；问：何数乘何数？
答曰：约二十一得七，乘一十五得四十五；或约一十五得五，乘二十一得六十三俱可。
- 连环相约
- 连环相乘
- 大衍求一
- 求一
- 合问

求一算术中
求一算术下
- 演纪